# Pancerzowce właściwe
Pancerzowce właściwe (Eumalacostraca) – podgromada skorupiaków z gromady pancerzowców.
Pancerzowce o ciele złożonym z 21 segmentów: pięciu głowowych, ośmiu tułowiowych i siedmiu odwłokowych. Część segmentów tułowiowych zwykle zrasta się z głową tworząc głowotułów. Karapaks nigdy nie obejmuje odwłoka i nigdy nie jest dwuklapowy, może być wykształcony w różnym stopniu albo całkiem nieobecny. Czułki pierwszej pary dwugałęziste. Prętowate odnóża tułowiowe mają krótką lub zredukowaną gałąź zewnętrzną oraz zawsze członowaną gałąź wewnętrzną. Przednie trzy pary odnóży mogą być wykształcone w szczękonóża. Odnóża odwłokowe zwykle obecne, ich szósta, a niekiedy też inne pary są spłaszczone i tworzą uropody. Telson wraz z uropodami budować może płetwę odwłokową. Samce mają otwory płciowe umieszczone na ósmym, zaś samice na szóstym segmencie tułowiowym.
Do pancerzowców właściwych należą skorupiaki słono- i słodkowodne oraz lądowe, formy wolno żyjące, symbionty, komensale, pasożyty zewnętrzne jak i wewnętrzne.
Zalicza się tu około 40 tysięcy gatunków. Zwykle wyróżnia się 3 nadrzędy: zbornoraki, torboraki i raki właściwe, ale niektórzy autorzy wyróżniają jeszcze Pancarida z pojedynczym rzędem: Thermosbaenacea.